# Гай Абурний Валент
Гай Абурний Валент (на латински: Gaius Aburnius Valens) е политик и сенатор на Римската империя през края на 1 и началото на 2 век.
Произлиза от фамилията Абурнии. През 109 г. той е суфектконсул заедно с Гай Юлий Прокул.
Баща е на Луций Фулвий Абурний Валент, юрист от сабинианската школа.